# آرثر أوليري
آرثر أوليري (بالإنجليزية: Arthur O'Leary) هو كاتب أغاني وملحن وعازف بيانو أيرلندي، ولد في 15 مارس 1834، وتوفي في 11 مارس 1919.